# لاس گنت
لاس گنت (انگلیسی: Les Gaunt؛ ۳ ژانویه ۱۹۱۸ – ۱۹۸۵ (۶۶−۶۷ سال)) بازیکن فوتبال بود.
از باشگاه‌هایی که در آن بازی کرده‌است می‌توان به باشگاه فوتبال ردینگ اشاره کرد.
وی همچنین در تیم ملی فوتبال England Schoolboys بازی کرده‌است.